# Bertus Lüske
Hubertus Johannes "Bertus" Lüske (Amsterdam, 1944 – aldaar, 17 augustus 2003), bijnaam Bulldozer Bertus, was een Nederlands vastgoedhandelaar.
Lüske werd geboren in een arm gezin met negen kinderen. Hij begon zijn zakelijke carrière begin jaren 60 met een marktkraam in fruit nadat hij in verschillende baantjes gewerkt had. Hij breidde zijn markthandel snel uit en nam er na een paar jaar een kroeg bij. Deze kroeg bouwde hij om tot discotheek en kocht begin jaren 70 de omliggende panden in de Dapperbuurt in Amsterdam-Oost.
Op 12 oktober 1981 liet hij een knokploeg van twintig bekenden het kraakpand de Lucky Luyk in Amsterdam-Zuid ontruimen dat hij kort daarvoor op een executieveiling in de Sonestazaal gekocht had. Een week later, op 20 oktober, heroverde een knokploeg van de krakers het pand. De gemeente kocht het pand van Lüske in september 1982 en ontruimde het pand op 11 oktober 1982, waarna krakersrellen volgden.
In de jaren 80 en 90 vergrootte hij zijn imperium als grootschalig huisjesmelker en vastgoedhandelaar in het centrum van Amsterdam. Hij kocht veel panden in de omgeving van het Rembrandtplein en in de Watergraafsmeer. Zelf woonde hij buiten Amsterdam, eerst in Huizen en later in Naarden. In mei 1997 kocht hij de voormalige ADM-werf die korte tijd later weer gekraakt werd. Op 25 mei 1998 probeerde Lüske met een knokploeg en graafmachine het terrein illegaal te ontruimen. Vroeg in de ochtend werd met de graafmachine getracht het voormalige kantoorpand te laten slopen. De illegale ontruiming is beëindigd door de politie. Lüske heeft vervolgens enige tijd vastgezeten voor poging tot doodslag.
In de nacht van 16 op 17 augustus 2003 werd hij voor de ogen van zijn vrouw en dochter op de Middenweg in Amsterdam geliquideerd na een bezoek aan Grand Café Frankendael in de Watergraafsmeer. Deze liquidatie wordt in verband gebracht met de andere liquidaties in het Amsterdamse criminele milieu en zijn contacten met Jan Femer, Mink Kok, Sam Klepper en John Mieremet. Zijn bodyguard was de bokser Rudi Koopmans.